# 伊木遠雄
伊木遠雄（1567年—1615年6月3日）是日本戰國時代至江戶時代初期武將。通稱七郎右衛門。實名為常紀，有改名常重、常氏、尚遠。別名遠勝。號常糺。武間和泉守常春之子。

## 經歷
尾張國出身，仕於豐臣秀吉並成為近侍。黃母衣眾之一。在賤岳之戰中立下戰功，有賤岳「三振太刀」之稱謂。在文祿慶長之役中亦有出陣，為御馬廻組之1人，於肥前名護屋城滯陣。慶長4年（1599年），由於五大老連署而獲封河内國志紀郡300石。
在關原之戰中因為屬於西軍，戰後淪為浪人。在大坂之陣前受豐臣秀賴邀請進入大坂城，並擔任真田幸村的軍監。於大坂冬之陣時與信繁的兒子真田幸昌一同立下戰功。大坂夏之陣戰役時曾參加道明寺之戰。天王寺岡山之戰中和幸村等人以三千寡兵突擊德川數萬大軍後陣亡。一說為大坂城陷落後，與七手組的真野賴包一起自殺。一說並未自殺而有存活並長壽。

## 親屬
兒子伊木尚重